# Philipp Spitta (poète)
Cet article concerne le poète. Pour le musicologue, voir Philipp Spitta (musicologue).
Pour les articles homonymes, voir Spitta.
Karl Johann Philipp Spitta (1er août 1801-28 septembre 1859) est un pasteur luthérien et poète religieux allemand. Il est surtout connu pour deux de ses hymnes, Freuet euch der schönen Erde (en) (1827) et O komm, du Geist der Wahrheit (de) (1827).

## Biographie
Né à Hanovre, Philipp Spitta fait ses études à l'université de Göttingen. Il est précepteur près de Lunebourg de 1824 à 1828, période durant laquelle il compose ses hymnes les plus connus. Par la suite, il est pasteur dans plusieurs églises et, en 1859, peu de temps avant sa mort, est nommé surintendant à Burgdorf.

## Hymnes
Ses hymnes, contenus dans Psalter und Harfe (1833; révisé avec une note biographique par son fils, Ludwig, 1890 ; Jubilee éd., 1901), et dans le Nachgelassene geistliche Lieder (1861 avec de fréquentes réimpressions), se classent haut dans le chant spirituel allemand du XIXe siècle, et atteint une grande popularité, attribuée par certains à leur fraîcheur de pensée, à la pureté de leur style et à la profondeur de leurs sentiments. Voir aussi Lyra domestica (1re série, Londres, 1860 ; 2e série, 1864). Son Freuet euch der schönen Erde fait partie de l'hymne Evangelisches Gesangbuch.
Parmi ses ancêtres se trouvait la diariste de langue yiddish Glückel von Hameln. Un de ses fils, Friedrich Spitta, est un théologien réputé. Un autre fils, également nommé Philipp Spitta, musicologue, est surtout connu pour sa biographie de Jean-Sébastien Bach.

## Publications

### Recueils
- Sangbüchlein der Liebe für Handwerksleute, 1824, numérisé
- Psalter und Harfe. Eine Sammlung christlicher Lieder zur häuslichen Erbauung, 2 vol., Pirna & Leipzig, 1833 et 1843. numérisé
- [sans auteur] Biblische Andachten, éd. Christlichen Vereine im nördlichen Deutschland, 2 vol., Halle 1836 et 1839.
- Nachgelassene geistliche Lieder, Leipzig 1861, numérisé

### Lieder
- Bei dir, Jesu, will ich bleiben
- Bleibt bei dem, der euretwillen
- Die Zeit flieht hin
- Ein lieblich Los ist uns gefallen
- Es kennt der Herr die Seinen (1843, EG 358)
- Freuet euch der schönen Erde (de) (1827, EG 510)
- Geist des Glaubens, Geist der Stärke (1833, EG 137)
- Gottes Stadt steht fest gegründet (1843,
- Herzenkündiger
- Ich steh in meines Herren Hand (1833, EG 374)
- Ich und mein Haus, wir sind bereit (1827, EKG 173)
- O du, den meine Seele liebt
- O Jesu, meine Sonne
- O komm, du Geist der Wahrheit (de) (1827/1833, EG 136)
- O selig Haus
- O Vaterhand, die mich so treu geführet
- O, wie freun wir uns der Stunde
- Was macht ihr, daß ihr weinet
- Wie wird uns sein
- Wo ist ein Vater, Gott, wie du
- Wort des Lebens, laut’re Quelle